# Dan Schmatz
Dan Schmatz (Saint Louis, MO, 21 mei 1974) is een Amerikaans voormalig professioneel wielrenner. Hij reed in zijn carrière voor onder meer Health Net Pro Cycling Team presented by Maxxis en BMC Racing Team.

## Overwinningen
2003
- 3e etappe Nature Valley Grand Prix
- 2e etappe Gateway Cup

2004
- HealthNet Barry Wolfe Grand Prix
- 6e etappe International Cycling Classic
- 1e etappe Gateway Cup

2006
- 4e etappe Fitchburg Longsjo Classic
- 1e etappe Gateway Cup
- 3e etappe Gateway Cup

2007
- Ronde van Winghaven
- 1e etappe Gateway Cup
- 2e etappe Gateway Cup

2008
- 1e etappe Gateway Cup
- Ronde van Lafayette

2009
- 1e etappe Gateway Cup
- 2e etappe Gateway Cup
- 4e etappe Gateway Cup

## Grote rondes
Geen
Galvin · 
Garcia ·
Hanson ·
Hartley ·
McKissick ·
Miller ·
Moninger ·
Moos ·
Nydam ·
Rosenbarger ·
Sayers ·
Schmatz ·
Stewart ·
Vitoria